# Битва при Вирбиському проході
Битва при Вирбиському проході (болг. Битката при Върбишкия проход) — битва між військами Візантійської імперії та Болгарії 26 липня 811 року. В битві загинув імператор Візантії Никифор I.

## Передумови
На початку 811 року візантійський імператор Никифор I почав готувати військовий похід до Болгарії. Для того щоб зібрати велике військо, Никифор I набирав солдат до легіонів не тільки у Фракії, але й у Малій Азії. В армії було багато бідняків, озброєних пращею та палками. Хан Крум, правитель Болгарії, запропонував мир Никифору, але переконаний у майбутній перемозі імператор відкинув пропозицію та у червні 811 року вторгся на територію Болгарії. Перед самим вторгненням з імператором сталась неприємна історія: його слуга, викравши одяг і золото, перебіг до Крума. Дорогою до столиці візантійська армія займалась убивствами та мародерством. За місяць Никифор I дійшов до столиці Болгарії Плиски та, незважаючи на нову пропозицію щодо укладення миру, спалив палац Крума. За три дні імператор, залишивши розграбовану і спалену столицю, виступив назад до Візантії. Тим часом Крум зібрав досить велику армію та загородив шлях імператору у Вирбиському проході.

## Битва
Підготовку до битви болгари почали вночі, коли візантійська армія зупинилась на ночівлю у Вирбиському проході. На світанку болгари напали на візантійців, намітивши головний удар в центр, де розміщувався імператорський загін.
В битві загинуло немало знатних візантійців: сам імператор, воєначальник (доместик схол) Петро, воєначальник Фракії, начальник царської варти, начальники легіонів і патриції. Точні обставини загибелі імператора невідомі, відповідно до відомостей літописця Феофана Никифор був убитий у своєму шатрі. Болгарські джерела стверджують, що воїни Крума взяли імператора в полон. У подальшому з черепа Никифора хан Крум зробив собі чашу, з якої потім змушував пити своїх воєначальників. Ставракію, сину імператора, незважаючи на важке поранення, вдалось врятуватись. Повернувшись до Візантії, Ставракій був проголошений новим імператором Візантії.

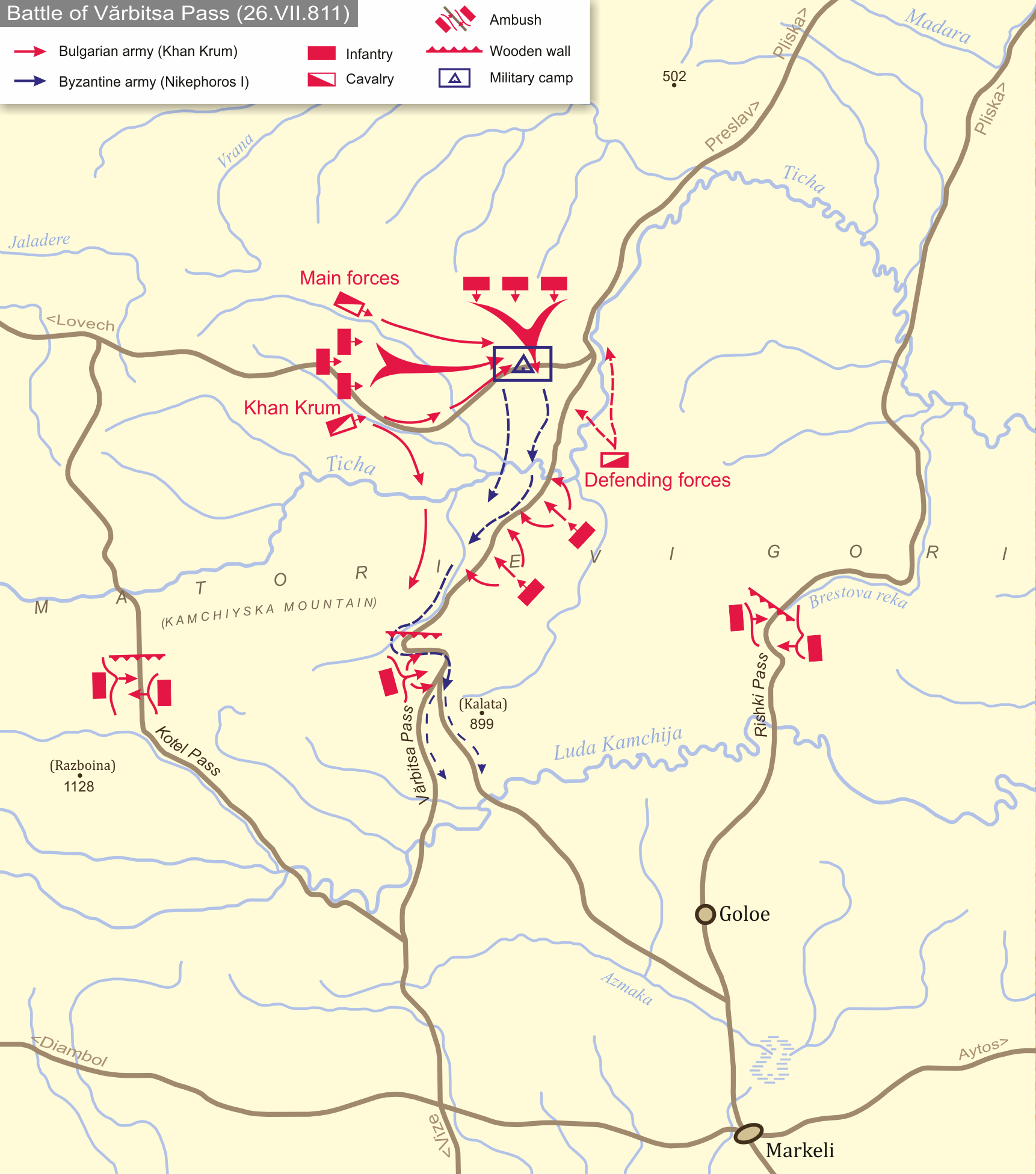
План битви при Вирбиському проході